# Snježni autobus
Snježni autobus terensko je vozilo za prijevoz putnika, specijalizirano za vožnju po snijegu ili ledu. 
Snježni autobusi opremljeni su autobusnim sjedalima, i mogu prevoziti desetak ili više putnika. 
Ova vozila mogu imati više setova vrlo velikih guma niskog tlaka, ili se voze na gusjenicama. Često se koriste za izlete i razgledavanje prirode u snježnim i ledenim područjima, npr. obilazak ledenjaka, planina, fjordova, i drugih turističkih atrakcija u hladnim krajevima.

## Vanjske poveznice
- Foremost Industries Terra Bus Company Website
- Bombardier Snowmobiles  Arhivirana inačica izvorne stranice od 8. ožujka 2016. (Wayback Machine) JVBs snowmobiles still in commercial use.
- Yellowstone Snow coach tours